# Elasmosoma berolinense
Elasmosoma berolinense är en stekelart som beskrevs av Johannes Friedrich Ruthe 1858. Elasmosoma berolinense ingår i släktet Elasmosoma och familjen bracksteklar. Arten är reproducerande i Sverige. Inga underarter finns listade i Catalogue of Life.